# 콘돔 전쟁
콘돔 전쟁(Trojan War)은 미국에서 제작된 조지 훵 감독의 1997년 코미디 영화이다. 윌 프리들 등이 주연으로 출연하였고 찰스 고돈 등이 제작에 참여하였다.

## 출연

### 주연
- 윌 프리들
- 제니퍼 러브 휴잇
- 마리 쉘톤
- 대니 마스터슨

### 조연
- 제이슨 마스든
- 에릭 벌포
- 제니 관
- 칼로트 야나
- 리 메이저스
- 존 핀
- 웬디 말릭

## 제작진
- 미술: 세실 젠트리